# Arquidiócesis de Agrigento
La arquidiócesis de Agrigento (en latín: Archidioecesis Agrigentina y en italiano: Arcidiocesi di Agrigento) es una circunscripción eclesiástica de la Iglesia católica en Italia. Se trata de una arquidiócesis latina, sede metropolitana de la provincia eclesiástica de Agrigento. Desde el 22 de mayo de 2021 su arzobispo es Alessandro Damiano.

## Territorio y organización

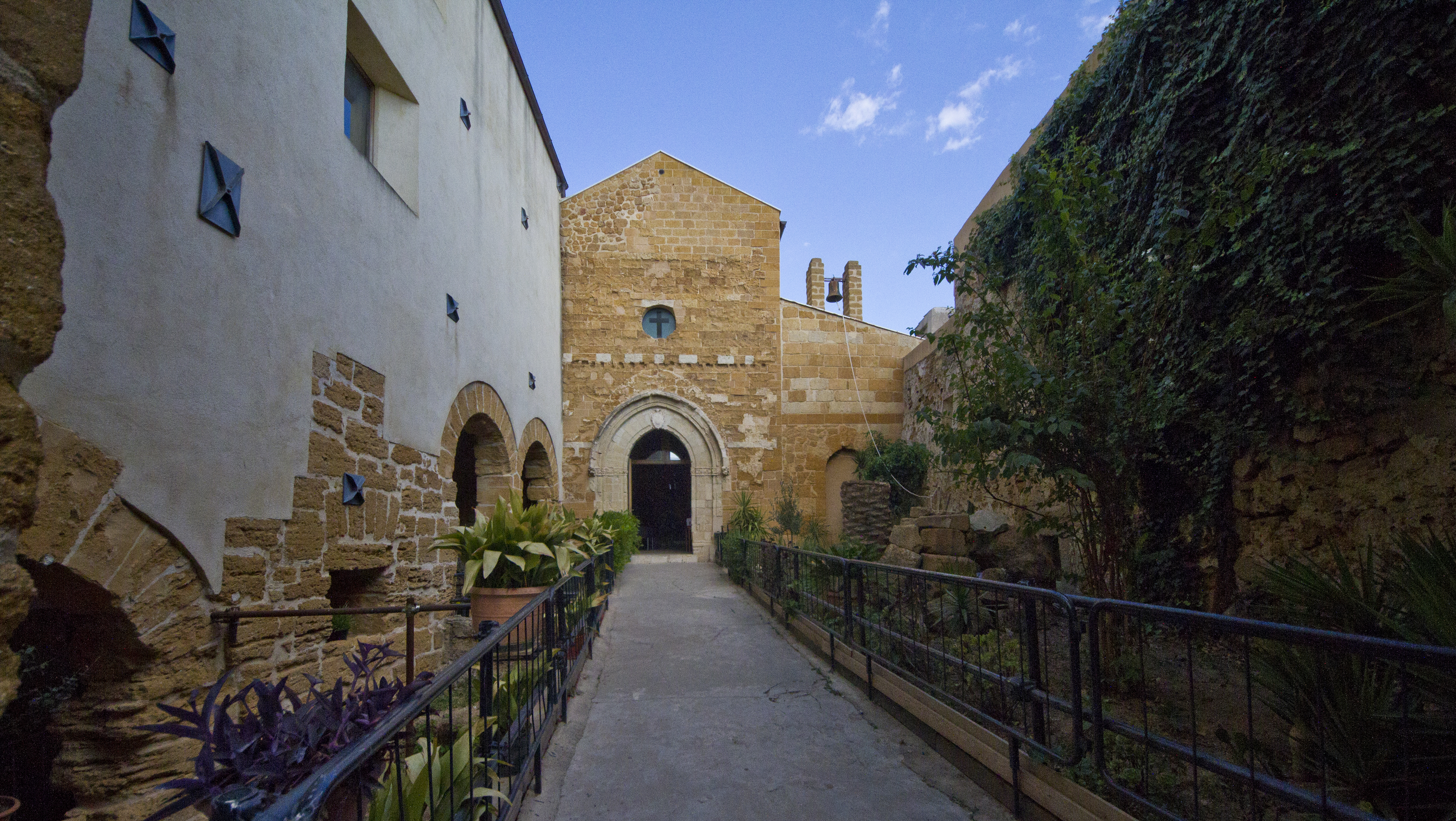
Excatedral Santa María de los Griegos, en Agrigento

La arquidiócesis tiene 3042 km² y extiende su jurisdicción sobre los fieles católicos de rito latino residentes en parte de la región de Sicilia, comprendiendo el territorio del consorcio comunal libre de Agrigento (que en 2015 asumió el control de la abolida provincia de Agrigento), conformaado por las 43 comunas de: Agrigento, Alessandria della Rocca, Aragona, Bivona, Burgio, Calamonaci, Caltabellotta, Camastra, Cammarata, Campobello di Licata, Canicattì, Casteltermini, Castrofilippo, Cattolica Eraclea, Cianciana, Comitini, Favara, Grotte, Joppolo Giancaxio, Lampedusa e Linosa (conformada por las islas de Linosa y Lampedusa del archipiélago de las Pelagias), Licata, Lucca Sicula, Menfi, Montallegro, Montevago, Naro, Palma di Montechiaro, Porto Empedocle, Racalmuto, Raffadali, Ravanusa, Realmonte, Ribera, Sambuca di Sicilia, San Biagio Platani, San Giovanni Gemini, Santa Elisabetta, Santa Margherita di Belice, Sant'Angelo Muxaro, Santo Stefano Quisquina, Sciacca, Siculiana y Villafranca Sicula.
Situada en la parte sur-occidental de la isla de Sicilia, limita al este con la diócesis de Piazza Armerina, al noreste con la de Caltanissetta, al norte con las arquidiócesis de Palermo y de Monreale (que tiene un pequeño enclave ubicado entre las comunas de Sambuca di Sicilia y Caltabellotta); y al noroeste con la diócesis de Mazara del Vallo.

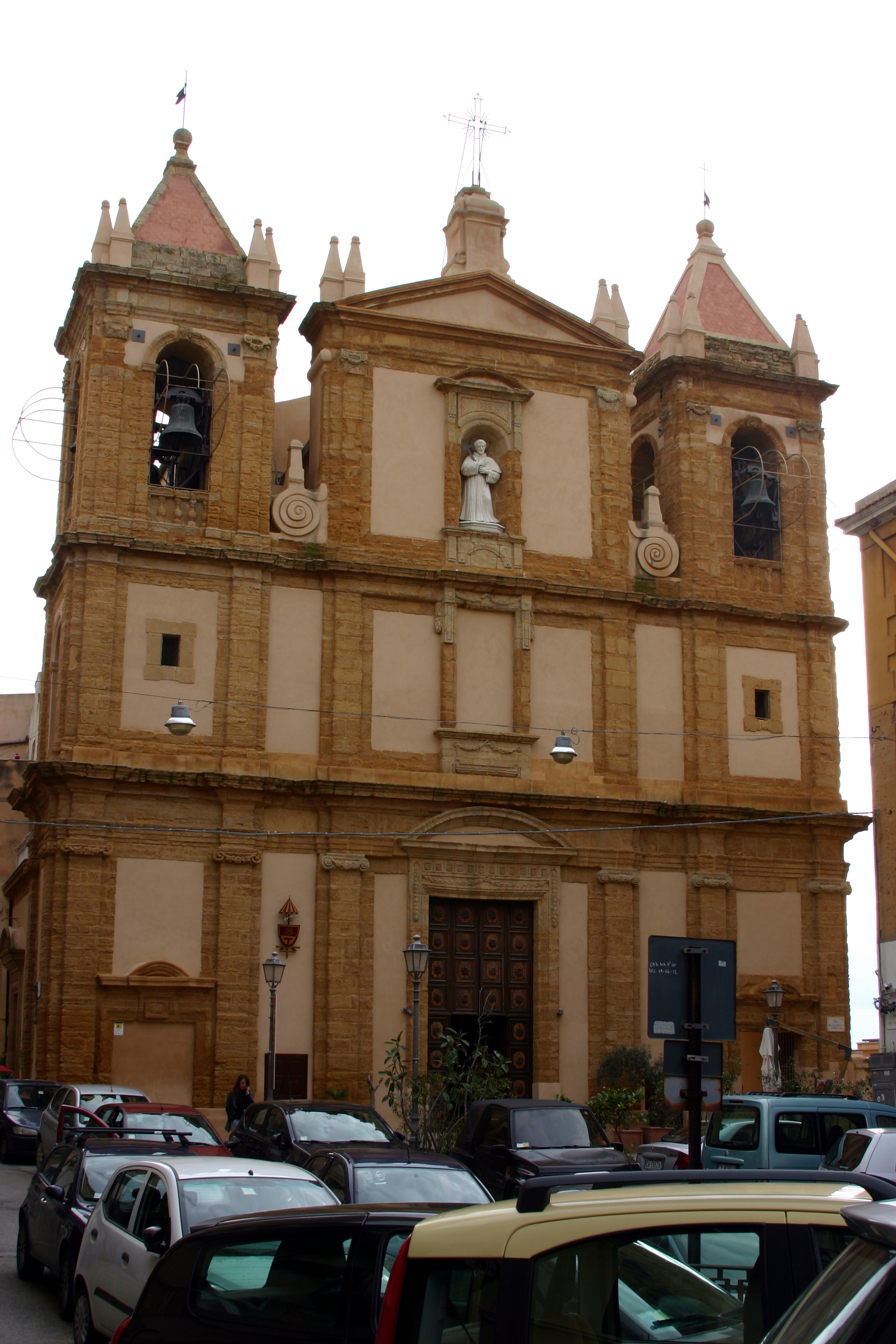
Basílica de la Inmaculada Concepción, en Agrigento)

La sede de la arquidiócesis se encuentra en la ciudad de Agrigento, en donde se halla la Catedral de San Gerlando, la antigua catedral bizantina de Santa María de los Griegos, la basílica de la Inmaculada Concepción y el santuario de San Calógero (declarada santuario diocesano en 1972). En Sciacca se encuentra la basílica de Nuestra Señora del Socorro y en el monte de Sciacca la basílica de San Calógero.

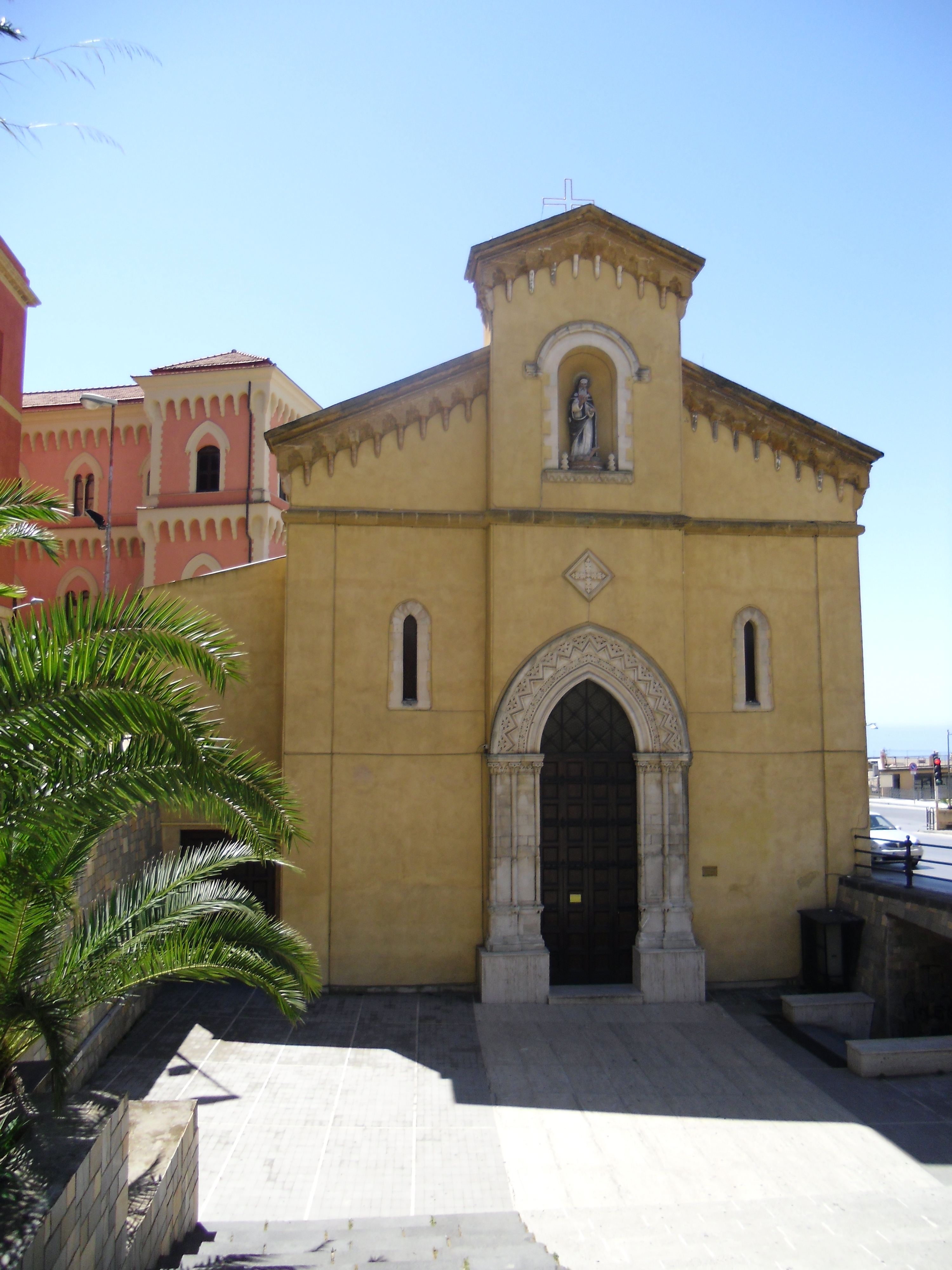
Santuario de San Calógero, en Agrigento)

En 2022 en la arquidiócesis existían 194 parroquias agrupadas en 5 zonas pastorales y 10 vicariatos foráneos:
- Zona 1/San Gerlando (3 vicariatos foráneos):
  - Agrigento
  - Aragona
  - Porto Empedocle
- Zona 2/Sant'Angelo (1 vicariato foráneo):
  - Licata
- Zona 3/Padre Gioacchino La Lomia (2 vicariatos foráneos):
  - Canicattì
  - Ravanusa
- Zona 4/San Giacinto Giordano Ansalone (2 vicariatos foráneos):
  - Cammarata
  - Santo Stefano Quisquina
- Zona 5/San Calogero (2 vicariatos foráneos):
  - Ribera
  - Sciacca

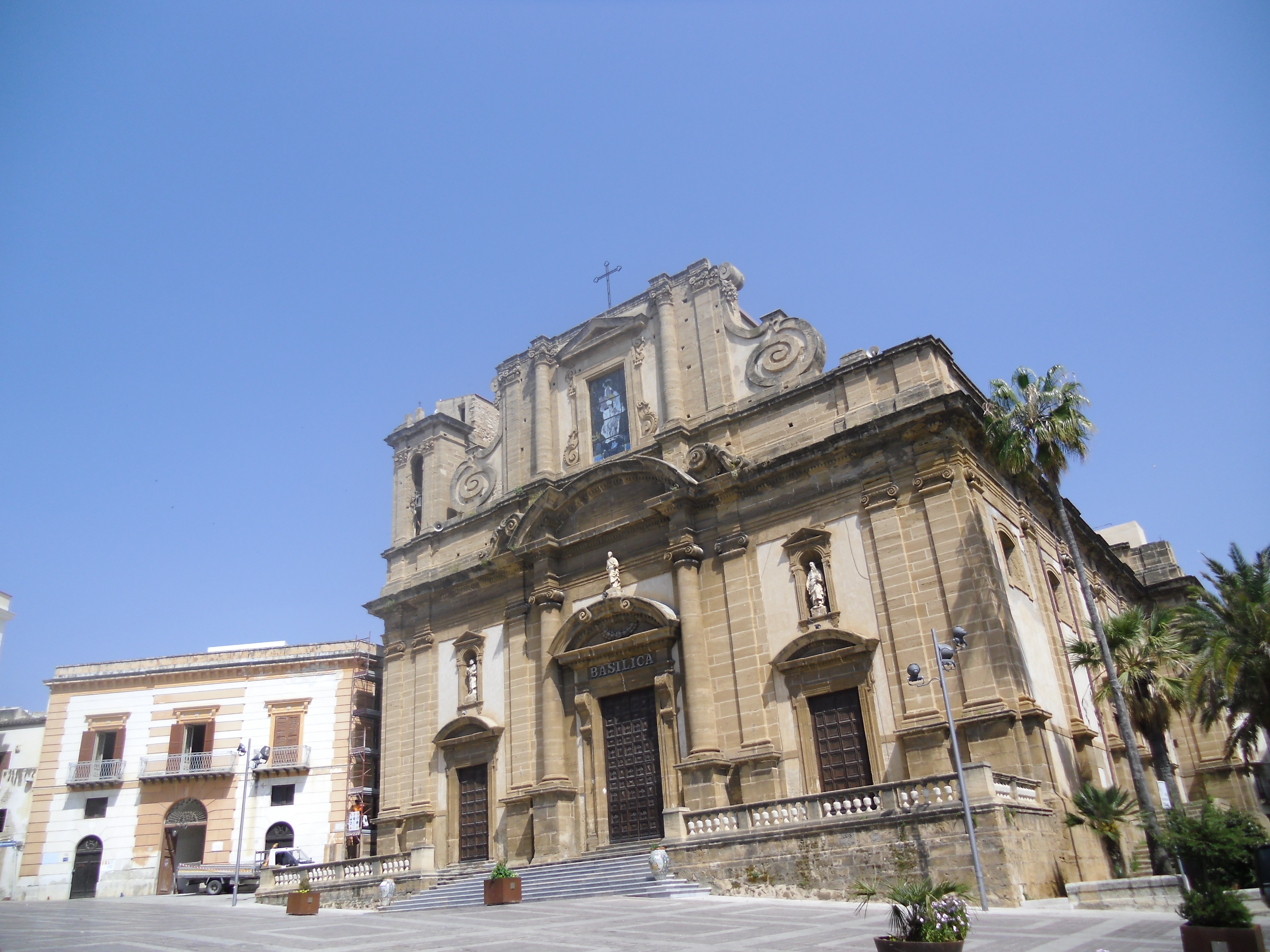
Basílica de Nuestra Señora del Socorro, en Sciacca

La arquidiócesis tiene como sufragáneas a las diócesis de Caltanissetta y Piazza Armerina.

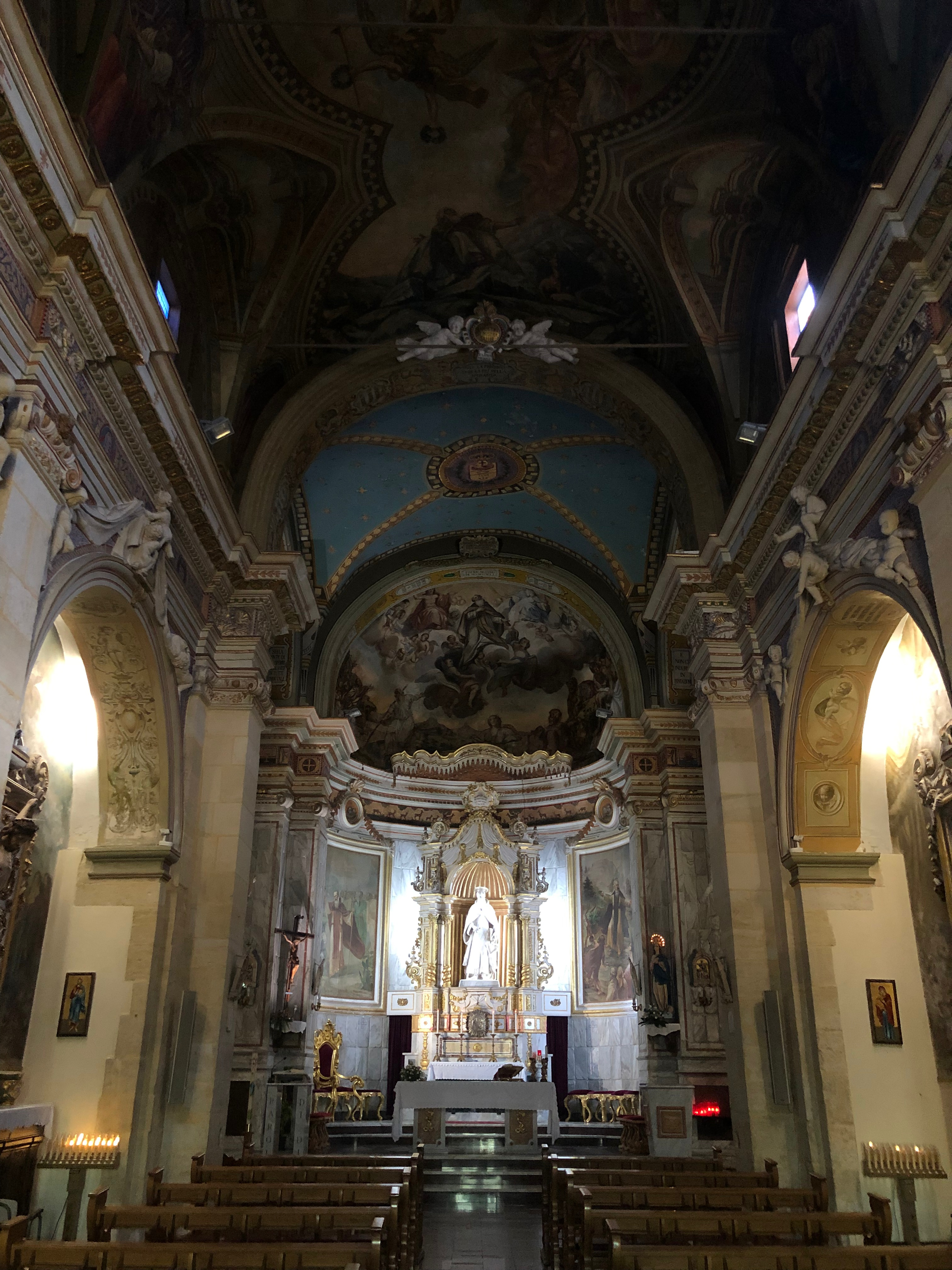
Basílica San Calógero, en el monte de Sciacca

## Historia
No hay noticias precisas sobres los orígenes de la Iglesia en Agrigento; pero los monumentos antiguos, al igual que las catacumbas de la ciudad como en Naro, y, sobre todo, una pequeña basílica paleocristiana y otros hallazgos arqueológicos procedentes de varias zonas de la provincia proporcionan elementos para dar como cierta la presencia de una sólida comunidad cristiana en el territorio agrigentino, entre los siglos II y III.
Según la tradición el primer obispo fue san Libertino, martirizado, quizá, durante la persecución de Gallieno o Valeriano (hacia la mitad del siglo III). La basílica paleocristiana, para algunos estudiosos, era una memoria martyrum en la que fueron sepultados san Libertino y san Pellegrino en dos nichos colocados en el suelo. El primer obispo históricamente documentado fue Eusanio, en la segunda mitad del siglo VI, depuesto por el papa Pelagio II por haber usurpado los bienes de la Iglesia.
Antes de la invasión de los árabes no hay muchas noticias sobre la diócesis. Entre los obispos agrigentinos destacan: san Gregorio II, mencionado por el papa Gregorio Magno en una de sus cartas (entre 591 y 603); el autor de un comentario en griego sobre el Eclesiastés: Felice, que participó al sínodo de Roma de 649; Giorgio, que tomó parte a los concilios romanos de 679 y de 680; y Giovanni, que fue uno de los padres del Concilio de Nicea II (787).
Desde la época de Gregorio Magno, Sicilia formó parte del Imperio bizantino. Sin embargo, como se desprende de las cartas del pontífice, las diócesis sicilianas no tenían metropolitano y todas dependían de Roma. En la primera mitad del siglo VIII, a raíz de las controversias iconoclastas, la isla fue sustraída, por el emperador León III Isaurico, a la jurisdicción de Roma y sometida al patriarcado de Constantinopla (ca. 732). Lo mismo ocurrió con Agrigento, que aparece entre las sufragáneas de Siracusa en la Notitia Episcopatuum redactada en tiempos del emperador León VI y datable a principios del siglo X. La situación descrita por esta Notitia Episcopatuum es, sin embargo, puramente ideal; de hecho, a partir del año 827 la isla fue progresivamente conquistada por los árabes y no se tienen más noticias de sus diócesis.
Después la dominación árabe (828-1086), la diócesis fue restaurada por el conde normando Roger de Altavilla, quien definió su territorio con un diploma de 1093. La diócesis se extendía hasta las puertas de Palermo, incluido Termini Imerese, y era llamada "diócesis bimarina", ya que dominaba el estrecho de Sicilia al sur y el mar Tirreno al norte. La antigua diócesis de Triocala no fue restaurada y en época normanda su territorio fue incorporado al de Agrigento. La refundación de la diócesis fue aprobada por el papa Urbano II, el 10 de octubre de 1098. Su primer obispo fue san Gerlando (1093-1100). 
Inicialmente la diócesis estaba inmediatamente sujeta a la Santa Sede. Durante el episcopado de Gentile fue declarada sufragánea de la arquidiócesis de Palermo.
El largo episcopado de Urso, entre los siglos XII y XIII, fue lleno de aventuras: fue privado de los bienes de la Iglesia y exiliado tres veces, para luego ser secuestrado por los sarracenos, que lo mantuvieron prisionero durante catorce meses hasta que se pagó un gran rescate. Durante las incursiones sarracenas, la catedral y el palacio episcopal fueron destruidos y reconstruidos por su sucesor Raynaldo d'Acquaviva. Este último, por haber coronado rey a Manfredo, fue excomulgado por el papa Alejandro IV.
Ninguno de los obispos de Agrigento estuvo presente en el Concilio de Trento, porque desde 1544 hasta 1564 la diócesis estuvo vacante y administrada por el cardenal Rodolfo Pio di Carpi como administrador apostólico. El obispo Luigi Suppa (1565-1569) comenzó a aplicar los decretos tridentinos; Cesare Marullo fundó el seminario diocesano en 1577, que fue trasladado a su sede actual por Vincenzo Bonincontro en 1611. El obispo Juan Orozco Covarrubias y Leiva (1594-1606) estableció la primera imprenta de la ciudad y protegió a los hombres de letras y artistas. Un nuevo impulso a la formación catequética se dio con la introducción del catecismo de Roberto Bellarmino traducido al siciliano en 1725.
Importante también fue el episcopado de Francesco Gisulfo, que enriqueció la catedral con objetos preciosos y dos órganos y compró la exención perpetua del impuesto sobre la harina para la ciudad de Agrigento. Francisco Ramírez (1697-1715) celebró un sínodo cuyos estatutos permanecieron vigentes hasta 1948, y fundó el colegio de los Santos Tomás y Agustín para la formación del clero y de los párrocos. A mediados del siglo XVIII Andrea Lucchesi Palli erigió el palacio episcopal y una biblioteca pública.
En 1844, durante el pontificado del papa Gregorio XVI, se reorganizó el territorio diocesano: 13 comunas fueron cedidas para la erección de la diócesis de Caltanissetta el 25 de mayo de 1844 mediante la bula Ecclesiae universalis; el 20 de mayo de 1844 mediante la bula In suprema 6 pasaron a la arquidiócesis de Monreale (Chiusa, Contessa, Giuliana, Palazzo Adriano, Prizzi y San Carlo) y una a la arquidiócesis de Palermo (Castronovo). A la vez Agrigento entró a formar parte de la provincia eclesiástica de la arquidiócesis de Monreale.
Durante el siglo XIX la diócesis permaneció vacante durante varios años, en los períodos 1835-1837, 1839-1844. Quedó vacante nuevamente en 1860 debido a la muerte de Domenico Maria Lo Jacono, también debido a los intentos del gobierno liberal de intervenir en el nombramiento de obispos, que estaba sujeto al exequatur y a la pretensión de arrebatar a los monarcas anteriores el patronato real, es decir, gozar del derecho a presentar a los obispos. En 1865 el gobierno propuso en conversaciones informales promover a Michele Montuoro, sacerdote de la misma diócesis, a la sede de Agrigento, pero no se llegó a ningún acuerdo con la Santa Sede. Después de la división entre la Iglesia y el Estado con la toma de Porta Pia el 20 de septiembre de 1870, la Santa Sede se negó a ponerse de acuerdo sobre los nombramientos de obispos y entre 1871 y 1872 procedió a nominaciones unilaterales para las diócesis sicilianas, eligiendo para Agrigento al sacerdote palermitano Domenico Turano (1872-1885). Durante su episcopado la diócesis fue sacudida por el llamado "cisma de Grotte" encabezado por el sacerdote Luigi Sciarratta contra la autoridad del obispo y a favor de una elección popular de los párrocos. El cisma terminó con la excomunión de Sciarratta.
A pesar del aumento de la población, debido a particulares limitaciones jurídicas, a principios del siglo XX el número de parroquias seguía siendo muy reducido. El papa Pío XI concedió al obispo Giovanni Battista Peruzzo poderes especiales para aumentar su número, que durante su episcopado aumentó de 48 a 139.
El 5 de julio de 1945, con la carta apostólica Quod Venerabilis, el papa Pío XII proclamó a san Alfonso María de Ligorio patrono principal de la diócesis, junto con san Gerlando.
El 2 de diciembre de 2000, mediante la bula Ad maiori consulendum del papa Juan Pablo II, la sede de Agrigento fue elevada al rango de arquidiócesis metropolitana con las diócesis sufragáneas de Caltanissetta y Piazza Armerina. Carmelo Ferraro fue el primer arzobispo metropolitano.
Desde el 5 de septiembre de 2021 la arquidiócesis de Agrigento ha iniciado la cooperación misionera con la administración apostólica de Albania Meridional.

## Estadísticas
Según el Anuario Pontificio 2023 la arquidiócesis tenía a fines de 2022 un total de 387 452 fieles bautizados.
| Año                                                                             | Población            | Población | Población      | Sacerdotes | Sacerdotes    | Sacerdotes    | Bautizados por sacerdote | Diáconos permanentes | Religiosos | Religiosos | Parroquias |
| Año                                                                             | Bautizados católicos | Total     | % de católicos | Total      | Clero secular | Clero regular | Bautizados por sacerdote | Diáconos permanentes | Varones    | Mujeres    | Parroquias |
| ------------------------------------------------------------------------------- | -------------------- | --------- | -------------- | ---------- | ------------- | ------------- | ------------------------ | -------------------- | ---------- | ---------- | ---------- |
| 1948                                                                            | ?                    | ?         | ?              | 485        | 350           | 135           | ?                        | ?                    | ?          | ?          | ?          |
| 1955                                                                            | 467 520              | 469 864   | 99.5           | 403        | 320           | 83            | 1160                     |                      | 115        | 730        | 154        |
| 1970                                                                            | 480 481              | 483 484   | 99.4           | 380        | 314           | 66            | 1264                     |                      | 103        | 628        | 197        |
| 1980                                                                            | 482 000              | 487 700   | 98.8           | 321        | 259           | 62            | 1501                     | 1                    | 80         | 945        | 199        |
| 1990                                                                            | 480 000              | 492 093   | 97.5           | 303        | 253           | 50            | 1584                     | 11                   | 50         | 585        | 194        |
| 1999                                                                            | 464 200              | 473 100   | 98.1           | 284        | 234           | 50            | 1634                     | 23                   | 60         | 516        | 194        |
| 2000                                                                            | 464 200              | 473 100   | 98.1           | 280        | 235           | 45            | 1657                     | 24                   | 49         | 575        | 194        |
| 2001                                                                            | 463 900              | 473 100   | 98.1           | 280        | 234           | 46            | 1656                     | 25                   | 56         | 470        | 194        |
| 2002                                                                            | 463 400              | 473 000   | 98.0           | 290        | 239           | 51            | 1597                     | 25                   | 63         | 432        | 194        |
| 2003                                                                            | 463 700              | 473 200   | 98.0           | 294        | 240           | 54            | 1577                     | 31                   | 66         | 433        | 194        |
| 2004                                                                            | 463 200              | 473 200   | 97.9           | 292        | 237           | 55            | 1586                     | 34                   | 79         | 437        | 194        |
| 2006                                                                            | 449 000              | 461 000   | 97.4           | 286        | 237           | 49            | 1569                     | 34                   | 59         | 443        | 194        |
| 2012                                                                            | 469 000              | 479 000   | 97.9           | 272        | 228           | 44            | 1724                     | 45                   | 49         | 391        | 194        |
| 2015                                                                            | 428 670              | 448 830   | 95.5           | 269        | 228           | 41            | 1593                     | 44                   | 51         | 294        | 194        |
| 2018                                                                            | 415 518              | 431 875   | 96.2           | 244        | 210           | 34            | 1702                     | 39                   | 44         | 255        | 194        |
| 2020                                                                            | 410 330              | 434 870   | 94.4           | 243        | 209           | 34            | 1689                     | 38                   | 41         | 226        | 194        |
| 2022                                                                            | 387 452              | 413 503   | 93.7           | 245        | 210           | 35            | 1581                     | 36                   | 42         | 197        | 194        |
| Fuente: Catholic-Hierarchy, que a su vez toma los datos del Anuario Pontificio. |                      |           |                |            |               |               |                          |                      |            |            |            |

### Vida consagrada
Los institutos de vida consagrada y las sociedades de vida apostólica femeninos presentes en Agrigento son: Agustinas Siervas de Jesús y María, Siervas Reparadoras del Sagrado Corazón de Jesús, Apóstoles del Sagrado Corazón, Capuchinas de la Inmaculada de Lourdes, Compañía de María Asunta, Compañía de Santa Úrsula, Discípulas del Redentor, Misioneras del Padre Kolbe, Hijas de la Beata Virgen María Asunta, Hijas de la Caridad (canosianas), Hijas de la Caridad de San Vicente de Paúl, Hijas de la Misericordia y de la Cruz, Hijas de Santa Ana, Hijas de San José de Genoni, Franciscanas Misioneras del Niño Jesús, Franciscanas de Santa Clara, Pía Sociedad Hijas de San Pablo, Misioneras del Sagrado Corazón, Opus Matris Verbi Dei, Monjas de la Orden de San Benito, Monjas de la Orden del Cister, Ursulinas del Santísimo Crucificado, Hermanitas de Jesús, Siervas de los Pobres (boconistas), Hermanas Coleginas de la Sagrada Familia (coleginas), Hermanas de la Sagrada Familia de Spoleto, Comunidad Misionera, Hermanas de la Caridad, Hermanas de los Pobres de Don Morinello, Hermanas Divinas Vocaciones (vocacionistas), Franciscanas del Corazón Inmaculado de María, Hermanas de San Patricio, Salesianas del Sagrado Corazón y Hermanitas de Santa Teresa del Niño Jesús de Ímola (teresitas).
En cuanto a los institutos y sociedades de hombres, presentes en el territorio diocesano, se encuentran: la Congregación de los Siervos de la Caridad (boconistas), la Congregación del Santísimo Redentor (redentoristas), la Congregación de la Pasión (pasionistas), la Congregación de los Siervos de la Caridad (guanelianos), la Orden de los Hermanos Menores Conventuales (franciscanos conventuales), la Orden de los Hermanos Menores (franciscanos observantes), la Orden de los Hermanos Menores Capuchinos (capuchinos), los Sacerdotes Consagrados GAM, la Sociedad Divinas Vocaciones (vocacionistas), la Pía Sociedad de San Francisco de Sales (salesianos) y la Tercera Orden Regular de San Francisco (franciscanos del TOR).

## Episcopologio

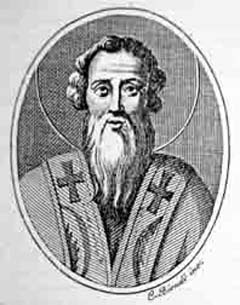
Gregorio II de Agrigento es el primer obispo documentado en la historia de Agrigento. Actualmente es venerado como santo en la Iglesia católica

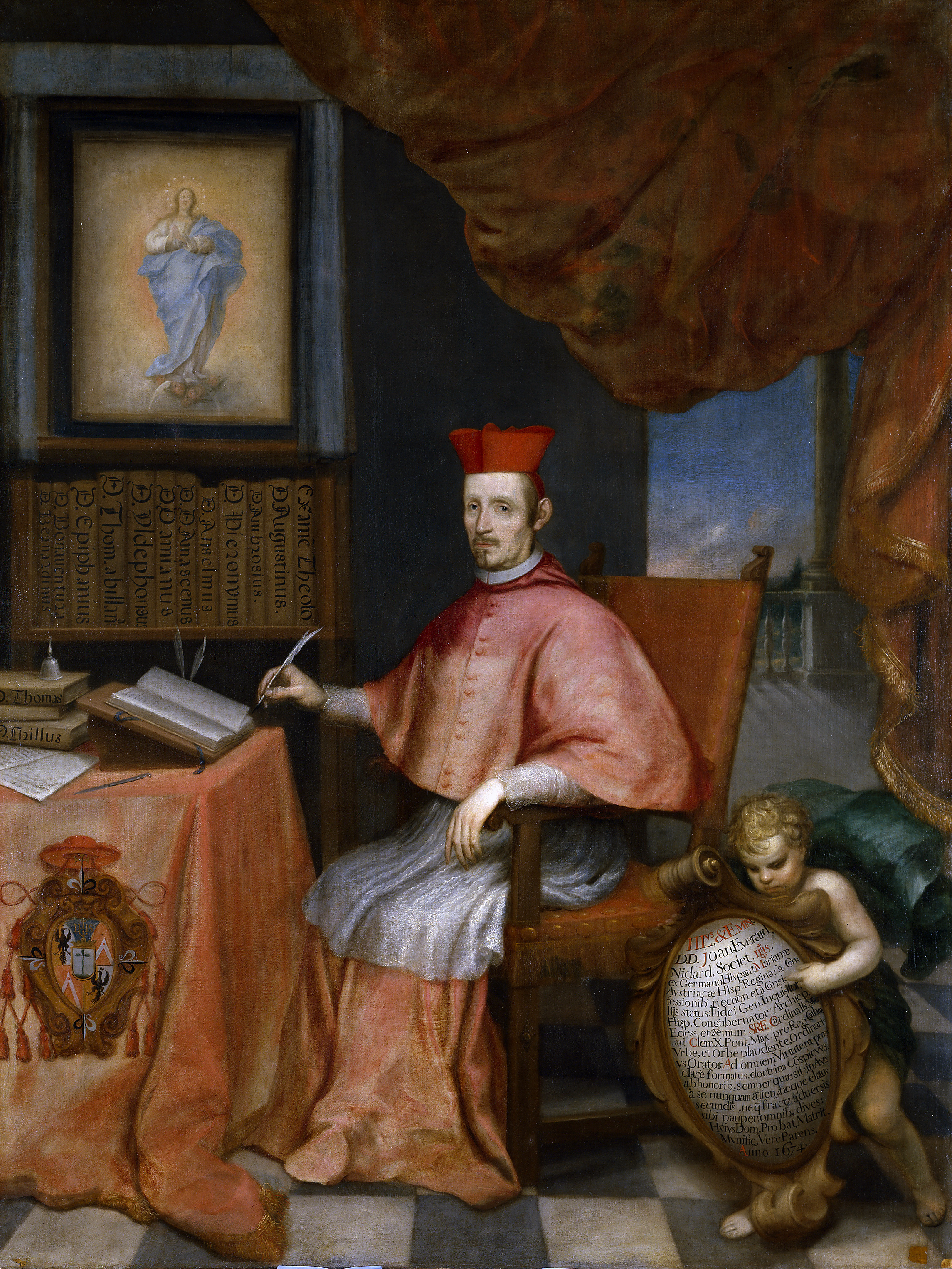
Retrato de Juan Everardo Nithard, por Alonso del Arco (c. 1674). Óleo sobre lienzo, 249 x 127 cm. Museo del Prado, Madrid. El cardenal Nithard fue elegido obispo de Agrigento en 1671

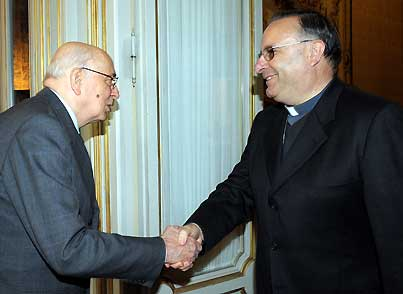
Francesco Montenegro, desde el año 2008, ocupa la sede agrigentina

- San Libertino? † (antes del siglo IV)[17]
- San Gregorio I? †[nota 1]
- Macario? †[nota 2]
- San Potamione †
- Teodosio (o Teodoro) †[nota 3]
- Eusanio † (depuesto entre 579 y 590)[nota 4]
- San Gregorio II † (antes del 591-después de 603)[nota 5]
- Esilirato? †[nota 6]
- Liberio? † (mencionado en 616)[nota 7]
- Felice † (mencionado en 649)[nota 8]
- Giorgio[18] † (antes del 679-después de 680)
- Giovanni † (mencionado en 787)
- San Ermogene † (inicios del siglo IX)[nota 9]
  - Dominación árabe
- San Gerlando † (antes del 1093-25 de febrero de 1100 falleció)
- Drogone, O.S.B. † (1100-1104 falleció)
- Alberto † (1104-1105 falleció)
- Guarino, O.S.B. † (1105-1128? falleció)
- Gualtiero I † (1128-17 de abril de 1142 falleció)
- Rogerio † (1142-?)
- Gentile Tuscus † (1154-1171 falleció)
- Bartolomeo † (diciembre de 1171-septiembre de 1191 nombrado arzobispo de Palermo)[19]
- Urso † (2 de abril de 1192-septiembre de 1239 falleció)[20]
- Rinaldo Acquaviva † (6 de junio de 1240-después de febrero de 1266[nota 10] falleció)[20]
- Goffredo de Roncionis de Pisis, O.F.M. † (2 de agosto de 1263-28 de enero de 1271 falleció)[20]
- Guglielmo Morini † (mencionado como "obispo electo" el 16 de abril de 1271)[20]
- Guido † (antes del 25 de octubre de 1272-1276 falleció)[20]
- Goberto † (antes de abril de 1278[nota 11]-23 de agosto de 1286 nombrado obispo de Capaccio)
- Lamberto, O.S.A. † (1287-1294 falleció)[21]
  - Roberto † (1298-1302) (administrador apostólico)
- Bertoldo di Labro † (10 de enero de 1304-circa 27 de marzo de 1326 falleció)
  - Giacomo Musca † (1326-1326 falleció) (obispo electo)
- Matteo Orsini, O.P. † (20 de octubre de 1326-15 de junio de 1327 nombrado obispo de Manfredonia)[22]
- Filippo Hambaldi, O.P. † (6 de junio de 1328-circa 1348 falleció)
- Ottaviano di Labro † (12 de mayo de 1350-8 de noviembre de 1362 nombrado arzobispo de Palermo)
- Matteo de Fugardo † (16 de marzo de 1362-1390 o 1392 falleció)
- Gilforte Riccobono † (6 de marzo de 1392-23 de octubre de 1395 nombrado arzobispo de Palermo)
  - Pietro de Corti, O.S.A. † (2 de junio de 1393-?) (antiobispo)[23]
- Nicolò, O.S.B. † (1395-23 de agosto de 1398 nombrado obispo de Orvieto)
- Nicolò de Burellis † (3 de junio de 1398-1400 falleció)
- Giovanni Cardella † (19 de octubre de 1400-1401 nombrado obispo de Castro?)
- Giovanni de Pinu, O.F.M. † (1 de octubre de 1401-1412?)
- Filippo de Ferrario, O.Carm. † (4 de julio de 1414-1421)
- Lorenzo di Mesassal, O.Cist. † (16 de marzo de 1422-1441 falleció)
  - Bernardo Bosco † (1442) (obispo electo)
- Beato Matteo Guimerà, O.F.M. † (17 de septiembre de 1442-1445 renunció)
- Antonio Ponticorona, O.P. † (23 de julio de 1445-circa 1451 falleció)
- Domenico Xarth, O.Cist. † (10 de enero de 1452-1471 falleció)
- Giovanni de Cardellis, O.S.B. † (11 de diciembre de 1472-febrero de 1479 falleció)
- Juan de Castro † (19 de febrero de 1479-2 de octubre de 1506 falleció)
- Giuliano Cybo † (5 de octubre de 1506-circa 1537 falleció)
- Pietro Tagliavia d'Aragona † (28 de mayo de 1537-10 de octubre de 1544 nombrado arzobispo de Palermo)
  - Rodolfo Pio di Carpi † (10 de octubre de 1544-2 de mayo de 1564 falleció) (administrador apostólico)
- Luigi Suppa, O.P. † (13 de abril de 1565-29 de septiembre de 1569 falleció)
- Giovanni Battista de Hogeda (Juan Bautista Ojeda) † (27 de agosto de 1571-1574 falleció)
- Cesare Marullo † (14 de julio de 1574-11 de septiembre de 1577 nombrado arzobispo de Palermo)
- Giovanni de Roxas (Juan Rojas) † (9 de octubre de 1577-21 de mayo de 1578 falleció)
- Antonio Lombardo † (30 de marzo de 1579-23 de enero de 1585 nombrado arzobispo de Mesina)
- Diego Haëdo † (23 de enero de 1585-14 de agosto de 1589 nombrado arzobispo de Palermo)
  - Luigi de Amato † (1589-1590 falleció) (obispo electo)
- Francesco del Pozzo † (23 de enero de 1591-7 de marzo de 1593 falleció)
- Juan Orozco Covarrubias y Leiva † (2 de diciembre de 1594-16 de enero de 1606 nombrado obispo de Guadix)
- Vincenzo Bonincontro, O.P. † (25 de junio de 1607-27 de mayo de 1622 falleció)
- Ottavio Ridolfi † (20 de marzo de 1623-16 de julio de 1624 falleció)
- Francesco Traina † (2 de marzo de 1627-4 de octubre de 1651 falleció)
- Ferdinando Sánchez de Cuéllar, O.S.A. † (26 de mayo de 1653-4 de enero de 1657 falleció)[24]
- Francesco Gisulfo e Osorio † (30 de septiembre de 1658-17 de diciembre de 1664 falleció)
- Ignazio d'Amico † (15 de diciembre de 1666-15 de diciembre de 1668 falleció)
  - Johann Eberhard Nidhard, S.I. † (1671-16 de noviembre de 1671 nombrado arzobispo titular de Edesa de Osroena) (obispo electo)
- Francesco Giuseppe Crespos de Escobar † (2 de mayo de 1672-17 de mayo de 1674 falleció)
- Francesco Maria Rini, O.F.M. † (19 de octubre de 1676-4 de agosto de 1696 falleció)
- Francesco Ramírez, O.P. † (26 de agosto de 1697-27 de agosto de 1715 falleció)
  - Sede vacante (1715-1723)
- Anselmo de la Peña, O.S.B. † (27 de septiembre de 1723-4 de agosto de 1729 falleció)
- Lorenzo Gioeni d'Aragona † (11 de diciembre de 1730-octubre de 1754 falleció)
- Andrea Lucchesi Palli † (21 de julio de 1755-4 de octubre de 1768 falleció)
- Antonio Lanza, C.R. † (20 de noviembre de 1769-24 de mayo de 1775 falleció)
- Antonio Branciforte Colonna † (15 de abril de 1776-31 de julio de 1786 falleció)
- Antonio Cavaleri † (15 de septiembre de 1788-11 de diciembre de 1792 falleció)
  - Sede vacante (1792-1795)
- Saverio Granata, C.R. † (1 de junio de 1795-29 de abril de 1817 falleció)
- Baldassare Leone † (2 de octubre de 1818-22 de julio de 1820 falleció)
  - Sede vacante (1820-1823)
- Pietro Maria d'Agostino † (17 de noviembre de 1823-18 de julio de 1835 falleció)
- Ignazio Montemagno, O.F.M.Conv. † (2 de octubre de 1837-21 de agosto de 1839 falleció)
  - Sede vacante (1839-1844)
- Domenico Maria Lo Jacono, C.R. † (17 de junio de 1844-24 de marzo de 1860 falleció)
  - Sede vacante (1860-1872)
- Domenico Turano † (23 de febrero de 1872-2 de febrero de 1885 falleció)
- Gaetano Blandini † (2 de febrero de 1885 por sucesión-19 de mayo de 1898 falleció)
- Bartolomeo Lagumina † (28 de noviembre de 1898-5 de mayo de 1931 falleció)
- Giovanni Battista Peruzzo, C.P. † (15 de enero de 1932-20 de julio de 1963 falleció)
- Giuseppe Petralia † (14 de octubre de 1963-2 de mayo de 1980 renunció)
- Luigi Bommarito † (2 de mayo de 1980-1 de junio de 1988 nombrado arzobispo de Catania)
- Carmelo Ferraro (3 de noviembre de 1988-23 de febrero de 2008 retirado)
- Francesco Montenegro (23 de febrero de 2008-22 de mayo de 2021 retirado)
- Alessandro Damiano, por sucesión el 22 de mayo de 2021